# Tuckia
Tuckia is een geslacht van vlinders van de familie bladrollers (Tortricidae).

## Soorten
- T. africana (Walsingham, 1881)
- T. zuluana Razowski, 2001